# Ballalasamudra Kaval, Hosadurga
Ballalasamudra Kaval là một làng thuộc tehsil Hosadurga, huyện Chitradurga, bang Karnataka, Ấn Độ.